# CeCe Winans
CeCe Winans, geboren als Priscilla Marie Winans Love (Detroit, 8 oktober 1964), is een Amerikaanse gospelzangeres.

## Biografie
CeCe Winans is afkomstig uit een grote muzikantenfamilie. Vier van haar oudere broers hadden al als The Winans grote successen op het gebied van de gospelmuziek. Midden jaren 1980 begon ze zelf in duet met haar broer Benjamin 'BeBe' Winans in de muziekbusiness en ze hadden tot 1994 talrijke successen, waaronder twee Grammy Awards als beste gospelzangers, in 1988 voor het nummer For Always en in 1990 voor Don't Cry en een voor het gezamenlijke album Different Lifestyles (1991), waarvan meer dan een miljoen exemplaren werden verkocht en dat zich plaatste op de nummer 1-positie van de r&b-hitlijst, net als twee singles uit dit album.
In 1995 evenaarde ze dit succes met haar eerste soloalbum Alone in His Presence. Het album, waarvan inmiddels ook meer dan een miljoen exemplaren werden verkocht, kreeg in 1996 de Grammy als beste gospelalbum. Daarnaast zong ze in hetzelfde jaar in duet met Whitney Houston op het soundtrackalbum Waiting to Exhale voor de gelijknamige film de song Count on Me, die een internationaal hitsucces werd en die zich plaatste in de Amerikaanse hitlijsten (#8).
Sindsdien bracht ze verder regelmatig succesvolle soloalbums uit en werd ze daarvoor onderscheiden met tot dusver drie verdere gouden platen, meerdere Grammy's en een reeks verdere onderscheidingen. In 2011 kreeg ze samen met BeBe Winans een ster op de Hollywood Walk of Fame.

## Onderscheidingen
- Grammy Awards
  - 1988 voor de song For Always
  - 1990 voor de song Don’t Cry
  - 1992 voor het album Different Lifestyles
  - 1996 voor het album Alone in His Presence
  - 2002 voor het album CeCe Winans
  - 2006 voor het album Purified
  - 2006 voor de song Pray
  - 2009 voor het album Thy Kingdom Come
  - 2011 voor het album Still (met BeBe Winans)
  - 2011 voor de song Grace (met BeBe Winans)
  - 2018 voor het album Let Them Fall in Love
  - 2018 voor de song Never Have to Be Alone

- Hollywood Walk of Fame (2011, samen met BeBe Winans)

## Discografie
Albums met BeBe Winans
- 1986: BeBe & CeCe Winans
- 1988: Heaven
- 1991: Different Lifestyles
- 1993: First Christmas
- 1994: Relationships
- 2009: Still

Soloalbums
- 1995: Alone in His Presence
- 1998: Everlasting Love
- 1998: His Gift
- 1999: Alabaster Box
- 2001: CeCe Winans
- 2003: Throne Room
- 2005: Purified
- 2008: Thy Kingdom Come
- 2010: Songs of Emotional Healing
- 2017: Let Them Fall in Love

Videoalbums
- 2004: Live in a Throne Room

- Bibliothèque nationale de France: cb14239600h (data)
- Gemeinsame Normdatei: 12298370X
- International Standard Name Identifier: 0000 0000 8366 0098
- Library of Congress Control Number: n91074335
- Nationale Bibliotheek van Letland: 000038522
- MusicBrainz: 5a5d32e1-f3d2-4fde-8b41-24a78e696b83
- Nederlandse Thesaurus van Auteursnamen: 15177479X
- Système universitaire de documentation: 243890672
- Virtual International Authority File: 25498767
- WorldCat: E39PBJwRQHr6QMgKyQkMKY3hHC